# Legion (Schiff, 1940)
HMS Legion (G74) war einer der acht am 31. März 1938 bestellten britischen Zerstörer der neu entwickelten L-Klasse der Royal Navy. Der als erstes Schiff der L-Klasse fertiggestellte Zerstörer wurde im Dezember 1940 von der Bauwerft Hawthorn, Leslie & Co. abgeliefert. Allerdings erhielt die Legion nicht die für die Klasse neuentwickelten Doppellafetten mit neuen 120-mm-Mk.XI-Geschützen. Um schnell Zerstörer mit einer verbesserten Luftabwehrfähigkeit zu erhalten, wurden 1940 die Legion und drei weitere Schiffe der Klasse mit vier Doppellafetten der bewährten 102-mm-L/45-Mk.XVI-Geschütze fertiggestellt.
HMS Legion wurde im Zweiten Weltkrieg mit den Battle Honours Norway 1941, Atlantic 1941, Mediterranean 1941, Cape Bon 1941, Malta Convoys 1941–42, Libya 1941–42 und Sirte 1942 ausgezeichnet.

Im März 1942 war der Zerstörer am Zweiten Seegefecht im Golf von Syrte beteiligt. Nach dem Gefecht wurde die Legion bei der Sicherung des für Malta bestimmten Nachschubkonvois am 24. März durch einen Luftangriff schwer beschädigt. Der Zerstörer konnte Malta noch erreichen und wurde im Flachwasser auf Grund gesetzt. Zur Werft eingeschleppt, wurde die Legion bei einem weiteren deutschen Luftangriff auf Malta am 26. März 1942 im Hafen von Valletta durch Bombentreffer endgültig zerstört.

## Geschichte
HMS Legion wurde am 31. März 1938 von der britischen Regierung bei Hawthorn, Leslie & Company in Hebburn-on-Tyne geordert, wo sie am 1. November des Jahres dann mit der Baunummer 619 auf Kiel gelegt wurde. Der Stapellauf des zweiten, nach der römischen Truppeneinheit Legion benannten Schiffes der Royal Navy erfolgte am 26. Dezember 1939. Zuvor hatte ein 1912 bis 1914 bei Denny Brothers gebauter Zerstörer der L-Klasse von 1913 den Namen geführt. Diese zuletzt als Minenleger eingesetzte Legion war 1921 zum Abbruch verkauft worden.

Allerdings erhielt die neue Legion nicht die für die Klasse neuentwickelten Doppellafetten mit neuen 120-mm-Geschützen. Schwierigkeiten mit der Lieferung der wie ein Geschützturm wirkenden neuen Lafette hatten 1940 zur Umbewaffnung von vier Schiffen der Klasse geführt, die mit bewährten 102-mm-L/45-Mk.XVI-Geschützen in Doppellafetten ausgerüstet wurden. Da die Navy nach den ersten Kriegserfahrungen dringend Zerstörer mit einer verbesserten Luftabwehrfähigkeit benötigte, hoffte man, so die Neubauten früher in Dienst stellen zu können. Von der leichteren Waffe erhielten die umkonstruierten Schiffe allerdings mit vier Doppellafetten eine mehr, die an Bug und Heck übereinander angeordnet waren. Die dafür notwendigen Umkonstruktionen führten nicht zu einer wesentlich schnelleren Fertigstellung.
Die Indienststellung der neuen Legion bei der britischen Marine fand am 19. Dezember 1940 als erstes Schiff der neuen Klasse statt. Während der Testfahrten wurden kleinere Mängel festgestellt, die bis zum Jahresende in Greenock beseitigt wurden. Ihre ebenfalls umbewaffneten Schwestern Gurkha ex Larne, Lively sowie Lance wurden zwischen 18. Februar und 20. Juli 1941 von Cammel Laird und Yarrows abgeliefert. Als erstes Schiff mit der ursprünglich geplanten Bewaffnung von drei 120-mm-Mk.XI-Doppeltürmen kam am 28. Mai 1941 die ebenfalls bei Hawthorn, Leslie & Co. gefertigte Lightning in den Dienst der Navy, der bis zum Jahresende noch der Flottillenführer Laforey und mit der Marne am 2. Dezember 1941 schon das erste Schiff der 1939 nachbestellten M-Klasse folgten.

### Einsätze
Im Februar 1941 nahm die Legion zusammen mit polnischen Schiffen an U-Jagd-Operationen in der Nordsee teil, am 4. März war sie dann an der Operation Claymore, einem Kommandounternehmen gegen die Lofoten beteiligt. Am 13. April 1941 rettete die Besatzung des Zerstörers 283 Überlebende des von U 108 auf der Höhe von Reykjavík torpedierten Hilfskreuzers Rajputana.

### Einsätze bei der Force H

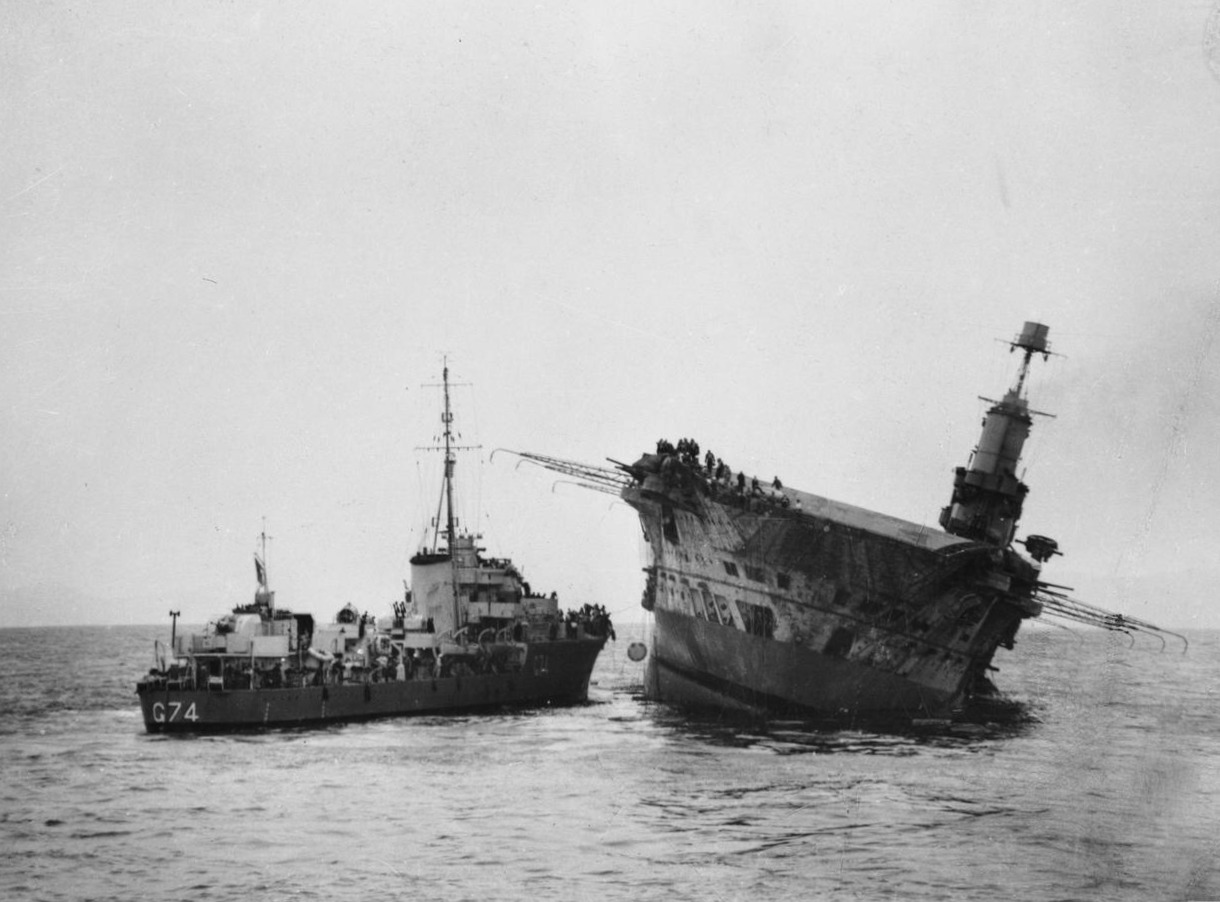
Die Legion neben der sinkenden Ark Royal

Am 22. Juni begleitete die Legion zusammen mit dem Schwesterschiff Lance den Flugzeugträger Furious im Rahmen einer Flugzeuglieferung für Malta durch den Atlantik nach Gibraltar, wo sie bei der Force H die „abgefahrenen“ F-Klasse-Zerstörer Fearless und Foxhound ersetzten.
Am 20. August verstärkte Legion mit dem Schwesterschiff Gurkha die Sicherung des Konvois OG 71, der von U-Booten und der Luftwaffe angegriffen wurde und neun Schiffe mit 13.225 BRT sowie den norwegischen Town-Zerstörer Bath und die Flower-Korvette Zinnia verlor.

Zum Schutz des Versorgungskonvois GM 2 von Gibraltar nach Malta (Operation Halberd) wurden 16 Flottenzerstörer Ende September 1941 eingesetzt, darunter sechs Zerstörer der L-Klasse mit Laforey, Lightning, Gurkha, Lance, Lively und Legion.
Auf dem Rückmarsch nach Gibraltar versenkte die Legion zusammen mit der Gurkha am 30. September 1941 das italienische Unterseeboot Adua.

Am 22. Oktober 1941 gehörte die Legion zu einer Unterstützungsgruppe (support group) mit den Zerstörern Cossack, Duncan und Vidette sowie dem Geleitzerstörer Lamerton, die dem Konvoi HG 75 zur Hilfe eilte. Die 17 Handelsschiffe des Konvois wurde von der „Escort Group 37“ mit der Sloop Rochester und sechs Korvetten gesichert. Die Luftwaffe hielt Fühlung zum Geleitzug, der von deutschen und italienischen U-Booten angegriffen wurde, die vier Dampfer sowie den Zerstörer Cossack versenkten und zwei italienische U-Boote verloren.
Am 10. November 1941 stieß die Force H von Gibraltar ins westliche Mittelmeer mit dem Schlachtschiff Malaya, den Flugzeugträgern Ark Royal und Argus, dem Leichten Kreuzer Hermione und sieben Zerstörern vor, um Malta mit Einsatzflugzeugen zu versorgen (Operation Perpetual). Am 12. starteten von den Flugzeugträgern 37 Hurricane-Jäger, von denen 34 sowie sieben von Gibraltar gestartete Blenheim-Bomber die Insel erreichten. Auf dem Rückmarsch von der planmäßig durchgeführten Operation griffen am 13. östlich von Gibraltar zwei deutsche U-Boote den Verband an. Beim ersten Angriff detonierte ein Torpedo im Kielwasser der Legion. Sechs mit Radar eingesetzte Swordfish-Flugzeuge fanden die U-Boote nicht. Am Mittag torpedierte U 81 die Ark Royal, die schwer beschädigt wurde. Legion übernahm sofort große Teile der Besatzung, die nicht mehr benötigt wurden, während die Laforey längsseits des Trägers ging, um ihn mit Pumpen und Elektrizität zu unterstützen. Ein aus Gibraltar eintreffender Schlepper versuchte, die Ark Royal auf den Haken zu nehmen. Nach der Übernahme auch der an Bord verbliebenen Mannschaftsteile sank der Träger vierzehn Stunden nach dem Torpedotreffer etwa 25 sm vor Gibraltar. 1487 Mann der Ark Royal konnten die Zerstörer retten, nur ein Besatzungsmitglied war beim Torpedotreffer getötet worden.

### Weitere Einsätze Im Mittelmeer
Ab dem 10. Dezember 1941 versuchte die italienische 4. Kreuzer-Division mit den Leichten Kreuzern Alberico da Barbiano und Alberto di Giussano von Palermo 2000 t Benzin zu den Streitkräften der Achsenmächte nach Nordafrika zu transportieren. Die Schwesterschiffe führten das Benzin in Metallkanistern an Deck mit. Nur das Torpedoboot Cigno begleitete die beiden Kreuzer, deren hohe Geschwindigkeit den Planern des italienischen Oberkommandos hinreichende Sicherheit gegen einen britischen Angriff geben sollte.

Die Alberto da Giussano

Beim Passieren des Kap Bon wurden die Kreuzer von der britischen Luftaufklärung erfasst und begleitet, worauf die Italiener ihr Vorhaben abbrachen und umkehrten. Eine alarmierte britische Zerstörergruppe auf dem Marsch von Gibraltar nach Alexandria mit der Sikh, Maori und Legion sowie der niederländischen Isaac Sweers lief mit hoher Fahrt zu dem vermuteten Standort der italienischen Kreuzer und erfasste sie im Radar. Die Gruppe schob sich zwischen das afrikanische Festland und die Kreuzer und griff sie mit Torpedos an.
Das Führungsschiff Alberico da Barbiano erhielt drei Treffer und sank innerhalb kurzer Zeit, ohne einen Schuss abgegeben zu haben. 534 Mann ihrer Besatzung starben. Die nur von einem Torpedo getroffene Alberto di Giussano blieb bewegungsunfähig und brennend liegen. Sie hatte noch drei Salven auf die Angreifer abgeben können und sank nach weiteren Artillerietreffern eine Stunde nach dem Torpedotreffer. Ihr Untergang forderte 283 Opfer. Die Cigno konnte mehreren Torpedos ausweichen und entkam den Angreifern. Als die britischen Zerstörer nach Malta weiterliefen, begann das Torpedoboot mit der Rettung der Überlebenden, von denen sie um 500 an Bord nahm. Andere wurden von tunesischen Fischern, einem Wasserflugzeug und einem italienischen Schnellboot gerettet. 687 Besatzungsmitglieder der Kreuzer, davon 250 der Da Barbiano und 437 der Di Giussano, überlebten den britischen Angriff.

Der Erfolg war ein Resultat der britischen Funkaufklärung, die den mit der Hagelin-C-38M-Rotor-Chiffriermaschine verschlüsselten Funk der italienischen Marine entschlüsseln konnte. Dadurch erkannte sie frühzeitig alle Details der italienischen Nachschubgeleite und veranlasste den Einsatz der Sucheinheiten aus der Luft und die Verlegung der Zerstörergruppe aus Gibraltar durch das Mittelmeer nach Alexandria.
Die britische Zerstörergruppe lief am 14. Dezember Malta an und wurde unter großer Anteilnahme der Bevölkerung empfangen, die über den Erfolg der Zerstörer informiert war. Die Zerstörer wurden für die Aufnahme des aus Alexandria erwarteten Versorgungsschiffs Breconshire der Force K zugeteilt und verließ am 15. zusammen mit deren Kreuzern Aurora  und Penelope sowie den Zerstörern Lance, Lively und Zulu Malta, um den Versorger aufzunehmen, der von Einheiten der Mediterranean Fleet (Force C unter Admiral Vian) begleitet wurde. Die sich entgegen laufenden Verbände trafen sich am 16. Dezember.

Am 17. griffen italienische Flugzeuge den britischen Verband an und italienische Flotteneinheiten, die als Sicherung eines italienischen Geleits in See waren, versuchten die britischen Kriegsschiffe zum Gefecht zu stellen. Es kam zum Ersten Seegefecht im Golf von Syrte. Als das italienische Schlachtschiff Littorio aus einer Entfernung von 32.000 Metern das Feuer eröffnete, zogen sich die Briten zurück und die Italiener setzten nicht nach, weil sie ein Nachtgefecht vermeiden und ihren Geleitzug schützen wollten. Am 18. griffen die Italiener den britischen Verband erneut ohne Erfolg aus der Luft an.

Die Legion lief dann mit ihrer Zerstörergruppe und der Force C nach Alexandria. Als sie am 19. Dezember in Alexandria eintrafen, gelang es dem italienischen U-Boot Scirè und drei Torpedoreitern, im Gefolge der britischen Schiffe unerkannt in den Hafen einzudringen. Sie legten Haftminen und richteten an den Schlachtschiffen Queen Elizabeth und Valiant sowie an dem Tanker Savona schwere Schäden an.
Am 28. Dezember begleitete Legion den Konvoi ME-8 auf dem Weg von Tobruk nach Alexandria. Dabei gelang es ihr, zusammen mit der Kipling das deutsche U-Boot U 75 nach einer zweieinhalbstündigen Verfolgungsjagd vor Marsa Matruh zu versenken.
Am 10. Januar 1942 griff die Legion zusammen mit dem niederländischen Zerstörer Isaac Sweers das deutsche U-Boot U 374 mit Wasserbomben an, das deutsche Boot konnte jedoch entkommen. Das nicht mehr tauchfähige U-Boot wurde dann am 12. vom britischen U-Boot Unbeaten bei Kap Spartivento versenkt.

Im Rahmen der des Malta-Konvois MF 3 diente die Legion als Sicherungszerstörer und verlegte gleichzeitig zur Force K, wo sie ab dem 19. neben dem Kreuzer Penelope und den Zerstörern Sikh, Zulu, Maori, Lance und Lively eingesetzt wurde.

Am 25. lief die Force K aus Malta mit dem Kreuzer Penelope und den Zerstörern Zulu, Maori, Lance, Lively und Legion mit den leeren Transportern Glengyle und Rowallan Castle aus. Sie traf am 26. des Malta-Konvois MF 4, der den Transporter Breconshire geleitete, mit dem sie die zu sichernden Transporter und dem Zerstörer Lance gegen Kingston tauschte und am 27. wieder in Malta eintraf. Luftangriffe der Deutschen und Italiener wurden abgewehrt.
Ab dem 13. Februar war Legion mit Penelope und den Zerstörern Zulu, Sikh, Lively, Fortune und Decoy im Rahmen der Nachschubunternehmung MF.9 an der Rückführung von vier leeren Transportern beteiligt. Der aus Alexandria kommende Nachschubkonvoi MW 9 hatte schon einen beschädigten Transporter zurücklassen und einen weiteren selbst versenken müssen. Der verbliebene Transporter wurde bei einem Luftangriff nach dem Zusammentreffen der britischen Verbände versenkt. So kam es nur zum Austausch der zurückkehrenden Lance gegen Decoy und Fortune und der geleerten Transporter.

### Das Ende derLegion
Im März war der Zerstörer als Teil der Force K am Zweiten Gefecht in der Syrte beteiligt, als sie am 22. März mit dem Kreuzer Penelope dem Versorgungskonvoi MW 10 mit vier Transportern (Clan Campbell, Breconshire, Pampas und Talabot), den Kreuzer und Zerstörer der Mittelmeerflotte (Force B) seit Alexandria schützten. Als es am 22. zum Gefechtkontakt mit der italienischen Flotte kam, hatten sich die beiden britischen Verbände bereits vereinigt. Die Legion gehörte zu den Einheiten, die einen Torpedoangriff auf den italienischen Verband versuchten.

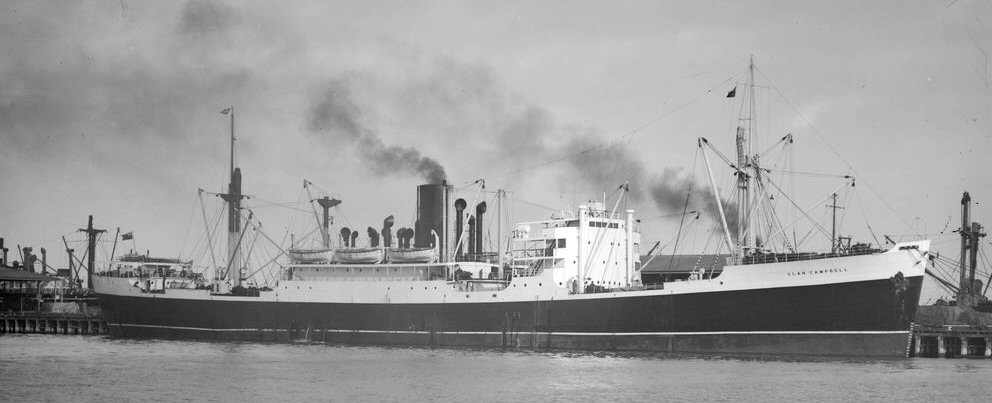
Das Turbinenschiff Clan Campbell

Nach dem Abbruch des Gefechts wurde der Zerstörer am 24. zur Unterstützung der vom Hunt-Zerstörer Eridge begleiteten Clan Campbell entsandt, um den weiteren Marsch nach Malta zu sichern. Die Schiffe waren Ziel heftiger Angriffe des II. Fliegerkorps der Luftwaffe, die den Transporter durch einen Torpedo und einige Bombentreffern versenkten. Ein Nahtreffer bei der Legion führte zu zeitweiligem Antriebsausfall. Ein Antriebsstrang konnte wieder genutzt werden, und der beschädigte Zerstörer wurde bei Marsaxlokk auf Grund gesetzt.
Am 25. wurde die Legion in den Hafen von Valletta eingeschleppt, wo sie auf der Marinewerft repariert werden sollte. Am Pier der Werft erhielt der Zerstörer bei einem Luftangriff der Achsenmächte am 26. zwei Bombentreffer, und das Magazin im Vorschiff explodierte. Das kenternde Schiff kippte mit seinen Aufbauten auf die Pier der Marinewerft.
Alle Versuche, zumindest Teile des Schiffes zu nutzen, scheiterten und ab 1943 (bis 1946) wurde die Legion langsam abgebrochen.